# Campylaspis multinodosa
Campylaspis multinodosa är en kräftdjursart som beskrevs av Jones 1974. Campylaspis multinodosa ingår i släktet Campylaspis och familjen Nannastacidae. Inga underarter finns listade i Catalogue of Life.